# 蒂爾裸胸鱔
蒂爾裸胸鱔，又稱蒂爾裸胸鯙，為輻鰭魚綱鰻鱺目鯙亞目鯙科的其中一種，分布於印度西太平洋區，從安達曼群島至印尼、菲律賓海域，半鹹水域，體長可達60公分，為底棲性魚類，生活在沿海河口區，屬肉食性，生活習性不明。

## 擴展閱讀
維基物種上的相關：蒂爾裸胸鱔